# Kukmér
Kukmér (németül Kukmirn) mezőváros Ausztriában Burgenland tartományban a Németújvári járásban.

## Fekvése
Németújvártól 12 km-re nyugatra fekszik.
A kataszteri közösségek Kisvaskút, Kukmirn, Hárspatak és Felsőújlak.

## Nevének eredete
Neve a kék és mér szavakból tevődhet össze. A kék a kékkendekre utal, míg a mér az iráni nyelvben herceget jelent, így értelme a kékkendek vezére lehet.

## Története
Egykor vaslelőhely volt. A magyar honfoglalást követően a kékkendek égi eredetűnek tartott népét telepítették ide, amely a hagyomány szerint a kende, a szent főfejedelem törzse volt. Mások szerint a kékkendek a besenyők egyik törzse volt. Bizonytalan az a forrás, mely szerint már 992-ben "Cucumirn" alakban szerepelt volna. Az Árpád-korban azonban már biztosan temploma volt, mely a mai Kircheck nevű dűlőben állt. Alte Warte nevű határrészén pedig őrhely volt. Első írásos említése 1185-ben a németújvári kolostorhoz tartozó birtokok határleírásában történt.
1428-ban "Kukmer", 1469-ben "Kwthmer", 1475-ben "Kukemer, Kwkmeer, Kwkmer" néven szerepel a korabeli forrásokban. A németújvári váruradalomhoz tartozott, de 1475-ben egyes részeit Szalónak, más részeit 1455-ben Óvár uradalmához számították, 1444-ben pedig a girolti kastélyhoz tartoztak.
Plébániája 1600-ban már létezett. 1654-ben "Guckmir", 1663-ban "Kuckmier", 1667-ben "Guckmirn" alakban említik. 1524-től a Batthyány család birtoka volt. 1529-ben és 1532-ben elpusztította a török. Lakói 1580-ban evangélikusok lettek, katolikus plébániáját csak 1698-ban alapították újra. A 19. században házasság révén a Montenuovo hercegi család birtoka, majd 1892-ben Kottuliszky Teodóra grófnő vásárolta meg. A 19. század végétől körjegyzőség székhelye volt.
Vályi András szerint " KUKMÉR. Kukumiern. Német falu Vas Várm. földes ura G. Batthyáni Uraság, lakosai katolikusok, és evangelikusok, fekszik német Újvárhoz, más fél mértföldnyire, földgye néhol nem igen termékeny, mivel többnyire hegyes, és a’ záporok járják, szőleje meg lehetős bort terem, gyűmöltsös kertyei jók, fája, és legélője is elég van."
Fényes Elek szerint " Kukmér, német falu, Vas vármegyében, ut. p. Fürstenfeld Stájerországban, 140 kath., 930 evang. lak., kik többnyire szőlőmivelésből élnek. Van szép tornyos evang. anyatemploma, és kath. fiókegyháza. Birja hg Batthyáni."
Vas vármegye monográfiája szerint " Kukmér nagy falu, 210 házzal és 1484 németajkú lakossal. Vallásuk r. kath., ág. ev. és ev. ref. Postája helyben van, távírója Német-Ujvár. Körjegyzőségi székhely. A község már az Árpádházi királyok alatt virágzott. A reformáczió előtt fennállott régi kath. templomának helyét még most is „Kircheck”-dülőnek nevezik, az „Alte Warte” nevü dülő pedig régente őrhely volt. Plébániája 1698-ban állíttatott vissza; mostani temploma 1774-ben épült. Kegyúra Kottulinszky Teodóra grófnő. A község birtokában van a Nagy Lajos által 1345-ben, hamvazó szerdán kiállított és elveszettnek hitt határszabályozási okmány. A lakosok önsegélyező egyesületet tartanak fenn. Földesurai a Batthyányak voltak."
A trianoni békeszerződésig Vas vármegye Németújvári járásához tartozott.

## Népessége
1910-ben 3270 lakosából 2898 német, 287 horvát, 44 magyar, 4 szlovák, 37 egyéb nemzetiségű lakosa volt.
2001-ben 2035 lakosából 1952 német, 27 horvát, 14 magyar, 39 egyéb nemzetiségű lakosa volt.

## Híres emberek
- Itt született 1845. május 3-án Ebenspanger János (1845–1903) pedagógus, turisztikai szakember.

## Nevezetességei
- Szent József tiszteletére szentelt római katolikus plébániatemploma 1774-ben épült.
- Evangélikus temploma.
- Evangélikus iskola.

## Külső hivatkozások
- Hivatalos oldal
- Kukmér a dél-burgenlandi települések honlapján
- Kukmér az Osztrák Statisztikai Hivatal honlapján
- Magyar katolikus lexikon